# Associazione nazionale per gli interessi del Mezzogiorno d'Italia
L'Associazione Nazionale per gli Interessi del Mezzogiorno d'Italia, in sigla ANIMI, è un'associazione fondata da Leopoldo Franchetti e Giustino Fortunato che ha il merito di aver sollevato in epoche, come i primi anni del Novecento in cui la questione meridionale era assolutamente trascurata, il grave problema sociale che affliggeva le regioni del Sud Italia e che pesava particolarmente sulle classi più disagiate. La sede dell'associazione è in Piazza Paganica, nel centro storico di Roma.

## Storia dell'istituzione
L'associazione venne fondata nel 1910 e la presidenza onoraria venne conferita a Pasquale Villari, ma l'iniziativa fu di Leopoldo Franchetti, coadiuvato da Giustino Fortunato. Dopo la morte di Villari, Fortunato subentrò nell'incarico di presidente onorario e mantenne la nomina fino alla sua morte. Il riconoscimento come Ente morale è dell'anno successivo alla fondazione e riuscì a coinvolgere tutti i maggiori esponenti di quella scuola di pensiero che ha prestato grande attenzione alla questione meridionale:
- Gaetano Salvemini,
- Benedetto Croce,
- Lucio Lombardo Radice,
- Umberto Zanotti Bianco,
- Francesco Compagna,
- Rosario Romeo,
- Manlio Rossi Doria,
- Giuseppe Isnardi,
- Michele Cifarelli.

Tra gli indubbi meriti dell'associazione il suo impegno nella lotta all'analfabetismo, che portò alla fondazione di 1.500 scuole per bambini ed adulti analfabeti.
Con il secondo dopoguerra le iniziative scolastico-culturali sono state abbandonate e l'Associazione continua solamente sul filone culturale,
le cui attività sono dirette da Guido Pescosolido. 
L'ANIMI pubblica la rivista Archivio storico per la Calabria e la Lucania fondata nel 1931. 
Fa parte dell'ANIMI la Società Magna Grecia, fondata nel 1920 da Umberto Zanotti Bianco e Paolo Orsi, a cui fa capo il periodico «Atti e Memorie della Società Magna Grecia», giunto alla terza serie.